# 김정 (탁구 선수)

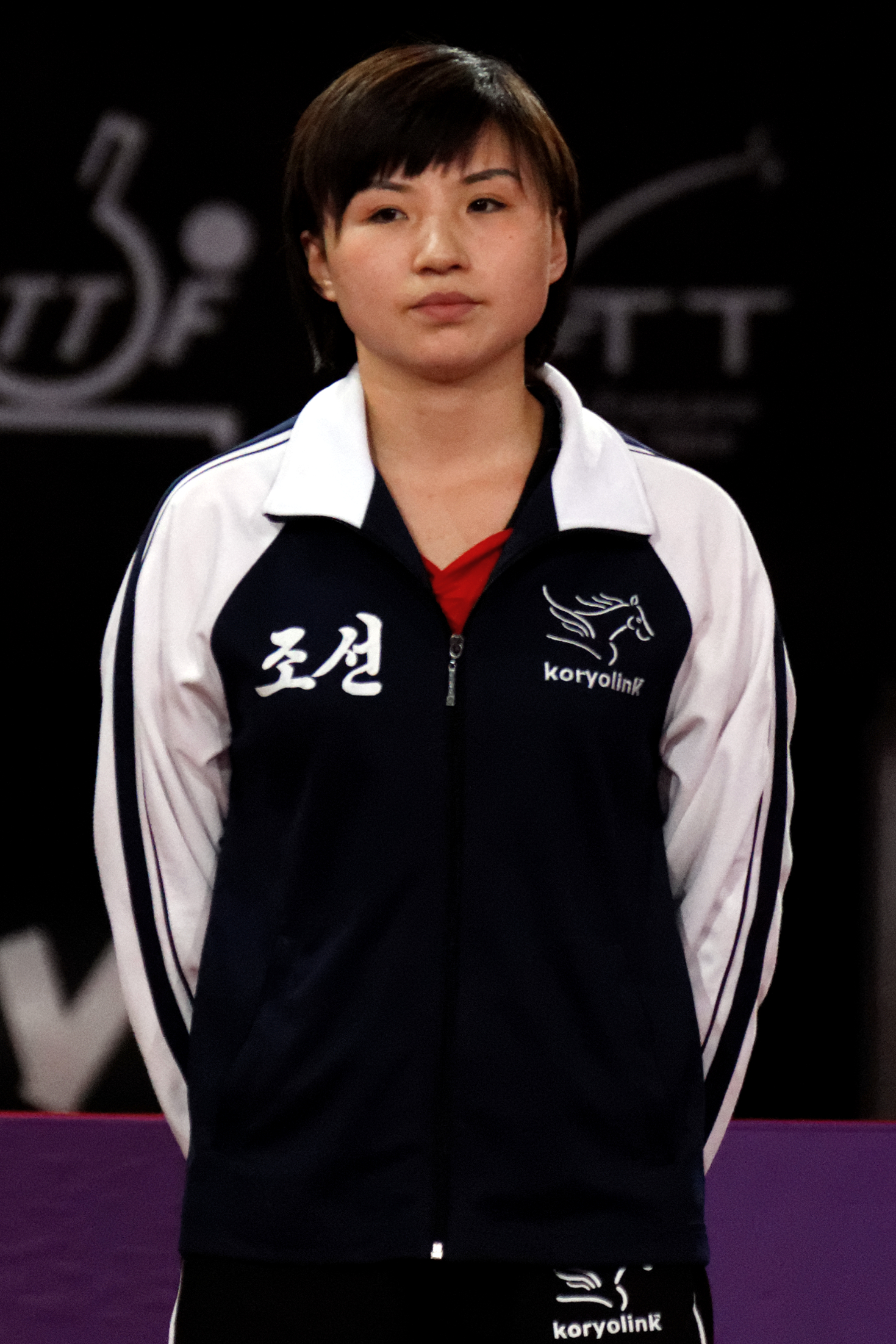

김정(1989년 4월 19일 ~ )은 조선민주주의인민공화국의 탁구 선수다. 2013년 프랑스 파리 세계선수권대회에서 김혁봉과 함께 혼합복식 금메달을 획득하였다. 귀국후 평양시민들의 열광적인 환호를 받았다.

## 수상
- 2013.10 동아시안게임 혼합복식 금메달(김정,김혁봉)
- 2013.10 동아시안게임 여자복식 동메달(김정,김혜성)
- 2013. 세계 탁구 선수권대회 혼합복식 금메달(김정,김혁봉)
- 2014.10 아시안게임 혼합복식 금메달(김정,김혁봉)